# Without Limits
Without Limits (bra: Prova de Fogo) é um filme norte-americano de 1998 dirigido por Robert Towne.
É uma biografia romanceada do corredor Steve Prefontaine, produzido em 1998 pelo também ator Tom Cruise.
Foi indicado em 1998 ao Globo de Ouro pela atuação do ator Donald Sutherland.

## Sinopse
Este filme conta a história de Steve Prefontaine, desde os seus tempos de atleta universitário no estado de Oregon até á sua trágica morte aos 24 anos. No filme, Steve Prefontaine atleta olímpico, desde sempre que se notava que estava num nível mais categórico do que o resto do seu grupo de amigos. o seu grande mentor era o seu treinador, Bill Bowerman, o seu treinador e co-fundador da Nike. Steve Prefontaine era ambicioso, o que o tornava um atleta muito competitivo. Ao longo de vários anos, foi renovando o seu recorde americano,mas o seu grande objectivo o qual não concretizou era o recorde olímpico, que contara a um amigo antes da sua morte.

## Elenco
- Billy Crudup
- Donald Sutherland
- Monica Potter
- Jeremy Sisto
- Matthew Lillard
- Billy Burke
- William Mapother
- Frank Shorter
- Amy Jo Johnson
- Gabriel Olds
- Dean Norris
- Judith Ivey